# Алкалоиди ражане главице
Алкалоиди ражане главице (или ергот алкалоиди) су деривати амида лизергне (односно, изолизергне) киселине.
У ову групу спада алкалоид ерготамин који појачава контракције материце.
Полазећи од лизергне киселине или појединих алкалоида ове групе, разним хемијским реакцијама, добијен је низ једињења јаког фармаколошког дејства (на пример, хидрогеновањем ерготамина дихидроерготамин).
Значајан дериват лизергне киселине је и диетиламид-Д-лизергне киселине (ЛСД) који већ у малим дозама делује на централни нервни систем халуциногено са визијама разних боја, па се користи као дрога. Слично делује и мескалин који је изолован из једне врсте кактуса који расте у Мексику, али који има различит састав (то је 3,4,5-триметоксифенилетиламин).
Ергот алкалоиди се добијају из ражане главице, паразитске гљиве која расте на ражи и јечму.